# Douglas Heart
Douglas Heart war eine schwedische Indiepop-Band aus Göteborg.

## Bandgeschichte
Douglas Heart entstand 2002, als Malin Dahlberg und Pontus Wallgren, beide bis dahin Songwriter der Band Standing Pales, Songs mit einem intimen und minimalistischen Sound aufnehmen wollten. So gründeten sie unter dem Namen Hal Blaine ein Duo und nahmen ihre ersten Songs mit einfachsten Geräten auf. Das musikalische Konzept dabei war, einen kurzen, möglichst kompakten Song zu schaffen, wobei Orgel und Schlagzeug zunächst von einem Synthesizer erzeugt wurden. Einige Demo-Aufnahmen entstanden, die sie an Freunde und Bekannte weiterreichten. Im Sommer 2001 wurden erstmals Studioaufnahmen gemacht, von denen zwei Songs auf der Labrador Kingsize Kompilation landeten, nachdem das bekannte Label Labrador Records auf die Gruppe aufmerksam geworden war. Der Sound geriet nun mehr unter sanfte Electronic-Einflüsse. Als sich die beiden entschlossen, längerfristig zusammen zu Musik zu machen und einen Longplayer einzuspielen, änderten sie den Namen in Douglas Heart. Die kompositorischen Arbeiten am Debütalbum begannen im Herbst 2001. Nach einiger Zeit wuchs bei beiden allerdings der Wunsch, live aufzutreten. Dazu wurden drei Freunde Ramo Spatalovic, Daniel Brandt und Max Sjöholm als musikalische Unterstützung engagiert. Die Formation bewährte sich schließlich, so dass die drei dauerhaft Bandmitglieder wurden und Douglas Heart zu einem Quintett anwuchs. Der Sound erfuhr dadurch nochmals eine Weiterentwicklung. 2003 wurde dann der Longplayer Douglas Heart veröffentlicht. 2004 folgte die EP I Could See The Smallest Things, 2005 eine Europa-Tournee, die die Band auch Deutschland brachte. Zwischenzeitlich hatten Malin Dahlberg und Max Sjöholm zusammen mit Tobias Isaksson in der Formation Laurel Music ein Album eingespielt. Weitere Aufnahmen oder Auftritte von Douglas Heart fanden nicht mehr statt, vielmehr verfolgte Malin Dahlberg ihr Soloprojekt We Are Soldiers We Have Guns. Eine offizielle Trennung oder Auflösung hat es aber bisher nicht gegeben.

## Trivia
- Da Douglas Heart ihre musikalische Laufbahn mit einfachen Heimaufnahmen begannen, wird diese Zeit auch ihre Bedroom-Era genannt.
- Die Band wechselte den Namen, nachdem ein echter Hal Blaine Aufnahmen herausgebracht hatte, und noch dazu schlechte.
- Der Bandname Douglas Heart ist ein Tribut an Douglas Hart, Gründungsmitglied von The Jesus and Mary Chain.
- 2007 begleitete Max Sjöholm die Band Sambassadeur bei ihrer Tour am Schlagzeug.

## Diskografie

### Alben
- 2003: Douglas Heart (Labrador)

### EP
- 2004: I Could See the Smallest Things (Labrador)

### Singles
- 2003: Smoke Screen (Labrador)

### Kompilationsbeiträge
- 2004: Fast Way (Of Making Art) − Club AC30 No.2 (Club AC30)
- 2004: Alison − Never Lose That Feeling Volume 1 (Club AC30)